# Jászkarajenő
Jászkarajenő é um município da Hungria, situado no condado de Peste. Tem 65,15 km² de área e sua população em 2015 foi estimada em 2.613 habitantes.